# Аксель Тайхманн
Аксель Тайхманн — німецький лижник, призер олімпійських ігор, чемпіон світу. 
Тайхманн займається лижами з 10 років. Він солдат-спортсмен, тобто числиться у бундесвері й отримує там зарплатню, але справжня його робота — лижні перегони. 
За свою кар'єру він 37 разів (на травень 2010) підіймався на подіуми етапів Кубка світу: 20 в особистих змаганнях, 8 перемог, 17 в естафетах, 7 перемог. У 2005 він виграв Кубок світу в загальному заліку. 
На Олімпіаді у Ванкувері він виборов дві срібні медалі — спочатку в командному спринті, разом із Тімом Чарнке, а в останній день ігор у найпрестижнішій гонці на 50 км класичним стилем.  